# Экхоут, Жак Жозеф
Жак Жозеф Экхоут (известный также, как Якобус Жозефус, Якоб Иосиф, Якоб Йозеф Экхаут") (нидерл. Jacobus Josephus Eeckhout; 2 июня 1793, Антверпен — 25 декабря 1861, Париж) — бельгийский живописец, литограф. Действительный член амстердамской, антверпенской, брюссельской и роттердамской академий живописи.

## Биография
Рисованию и скульптуре учился в Антверпенской королевской академии изящных искусств. Хотя он уже с детства чувствовал влечение преимущественно к живописи, однако только на 28-м году жизни принялся настоящим образом за живопись, и вскоре получил известность.
В 1821 в Брюсселе получил награду за «Смерть Клеопатры». В 1824 году за картину «Молодая девушка, задавшая юноше шах и мат» Экхоут получил премию на Гентской выставке, а в 1829 г. уже был действительным членом амстердамской, антверпенской, брюссельской и роттердамской академий.
В 1831 переселился из Антверпена в Гаагу, в 1839 был назначен директором Гаагской академии, в 1844 году, оставив занимаемую должность, возвратился в Бельгию. С 1859 г. жил в Париже.

## Творчество
Писал преимущественно исторические полотна, а также портреты и жанровые картины, в основном, изображал сцены повседневной жизни и быта рыбаков Схевенингена. Из его произведений, нередко напоминающих Рембрандта, наиболее значимыми признаны: «Пётр Великий в Зандаме», «Смерть Вильгельма Молчаливого», «Бракосочетание Якобины Баварской с брабантским герцогом Иоанном IV» (в коллекции музея Амстердама), «Отбытие рекрутов из Схевенингена», «Отцовское наставление» и «Карл I Стюарт в мастерской Ван Дейка», «Средневековая сцена».
Им изданы альбомы:
- «Collection de portraits d’artistes modernes nés dans le royaume des Pays-Bas» (1822, литограф. К.-П. Бурграфом в Брюсселе),
- «Costumes du peuple de toutes les provinces du royaume des Pays-Bas» (1827).

## Галерея
|  |  |  |  |